# W-13-Klasse
Die W-13-Klasse (jap. 第十三号型掃海艇, Dai Jūsan Gō-gata Sōkaitei, dt. „Nr.13-Klasse Minensucher“) war eine Klasse von sechs  Minensuchbooten der Kaiserlich Japanischen Marine, welche im Zweiten Weltkrieg zum Einsatz kamen.

## Liste der Schiffe
| Name                                                  | Bauwerft                | Kiellegung        | Stapellauf         | Indienststellung   | Verbleib                                                                                       |           |
| 1. Gruppe                                             | 1. Gruppe               | 1. Gruppe         | 1. Gruppe          | 1. Gruppe          | 1. Gruppe                                                                                      | 1. Gruppe |
| ----------------------------------------------------- | ----------------------- | ----------------- | ------------------ | ------------------ | ---------------------------------------------------------------------------------------------- | --------- |
| Dai-13-Gō Sōkaitei (第十三号掃海艇) Minensucher Nr.13 | Fujinagata Zōsen, Osaka | 22. Dezember 1931 | 30. März 1933      | 31. August 1933    | versenkt am 12. Januar 1942 durch niederl. Küstenartillerie, vor Tarakan (Schlacht um Tarakan) |           |
| Dai-14-Gō Sōkaitei (第十四号掃海艇) Minensucher Nr.14 | Osaka-Eisenwerke, Osaka | 22. Dezember 1931 | 20. Mai 1933       | 30. September 1933 | versenkt am 12. Januar 1942 durch niederl. Küstenartillerie, vor Tarakan (Schlacht um Tarakan) |           |
| Dai-15-Gō Sōkaitei (第十五号掃海艇) Minensucher Nr.15 | Fujinagata Zōsen, Osaka | 6. April 1933     | 14. Februar 1934   | 21. August 1934    | versenkt am 5. März 1945 durch amerik. U-Boot USS Tilefish                                     |           |
| Dai-16-Gō Sōkaitei (第十六号掃海艇) Minensucher Nr.16 | Mitsui Zōsen, Tamano    | 20. Juni 1933     | 30. März 1934      | 29. September 1934 | gesunken am 11. September 1943 durch amerik. Luftangriff, südlich von Makassar                 |           |
| 2. Gruppe (W-17-Unterklasse)                          |                         |                   |                    |                    |                                                                                                |           |
| Dai-17-Gō Sōkaitei (第十七号掃海艇) Minensucher Nr.17 | Osaka-Eisenwerke, Osaka | 28. Januar 1935   | 3. August 1935     | 15. Januar 1936    | außer Dienst gestellt am 20. November 1945, ab 1947 abgewrackt                                 |           |
| Dai-18-Gō Sōkaitei (第十八号掃海艇) Minensucher Nr.18 | Mitsui Zōsen, Tamano    | 2. Februar 1935   | 19. September 1935 | 30. April 1936     | versenkt am 26. November 1944 durch amerik. Luftangriff, südwestlich der Insel Hainan          |           |

## Technische Beschreibung

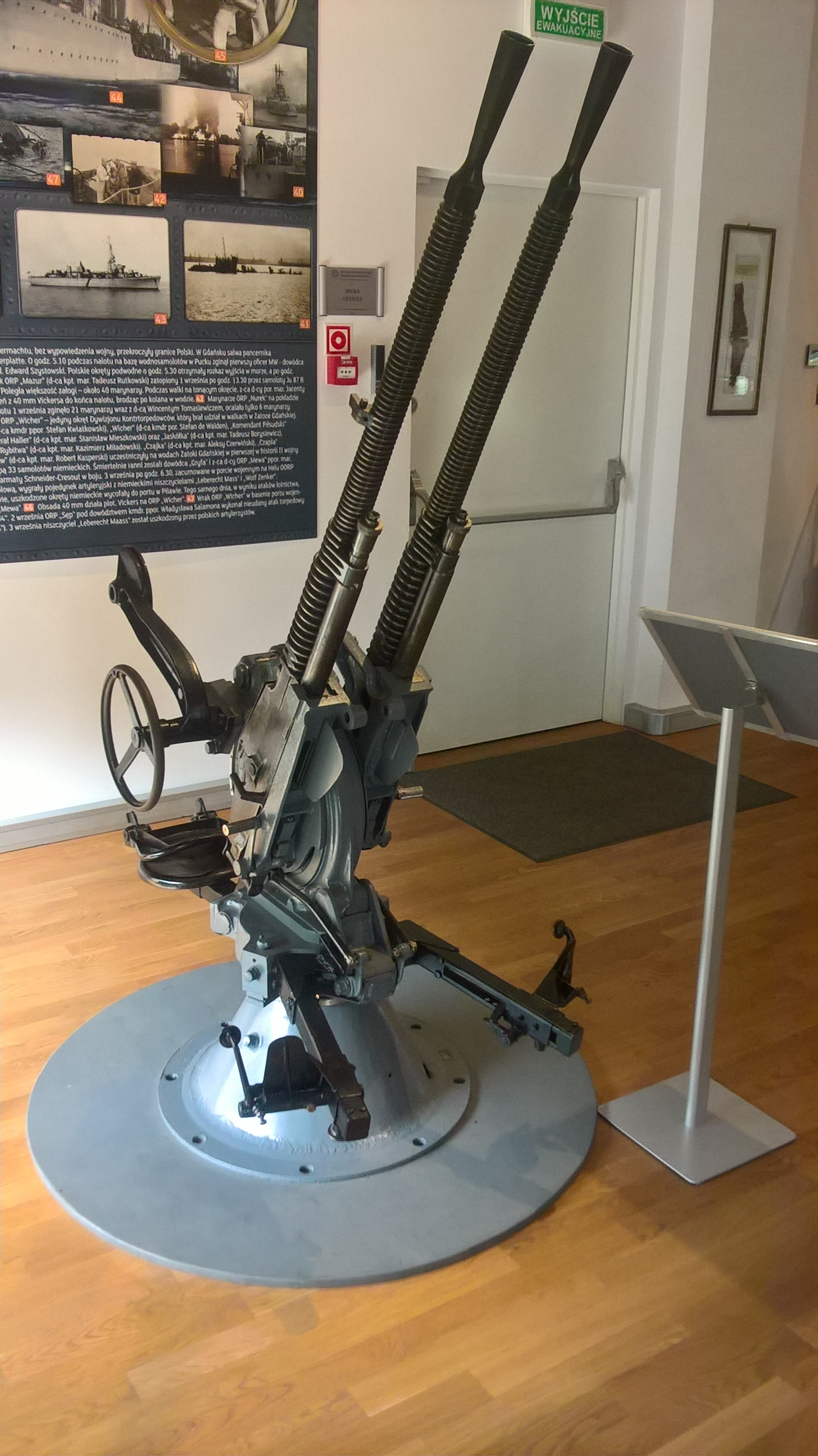
Polnisches wz.30 Flugabwehr-MG in Zwillingslafette, ähnlich wie es von der Kaiserlich Japanischen Marine eingesetzt wurde.

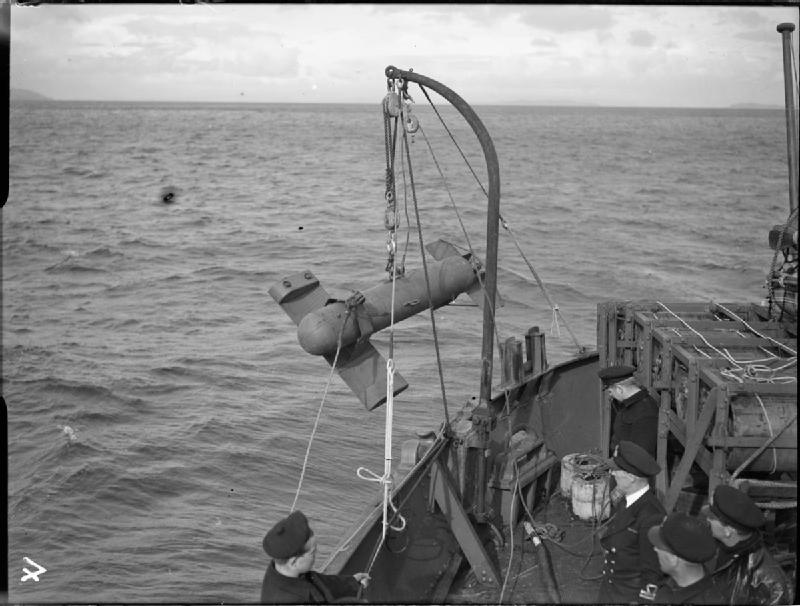
Einsatz eines Räumotters zum mechanischen Minenräumen, ähnlich wie ihn die Kaiserlich Japanische Marine verwendete.

### Rumpf
Der Rumpf der Boote Nr.13 bis Nr.16 war 74,04 Meter lang, 7,96 Meter breit und hatte bei einer Einsatzverdrängung von 569 Tonnen einen Tiefgang von 2,1 Metern. Die zwei Boote Nr.17 und Nr.18 hatten eine Länge von 72,27 Metern, eine Breite von 7,89 Metern und bei einer Einsatzverdrängung von 729 Tonnen einen Tiefgang von 2,53 Metern.

### Antrieb
Der Antrieb erfolgte durch zwei Dampferzeuger – Kampon-Kesseln des Yarrow-Typs – und zwei Getriebeturbinensätze, mit denen eine Gesamtleistung von 3.200 PS (2.354 kW) erreicht wurde. Die Leistung wurde an zwei Wellen mit je einer Schraube abgegeben. Die Höchstgeschwindigkeit betrug 20 Knoten (37 km/h).

### Bewaffnung

#### Artillerie
Die Artilleriebewaffnung bestand aus zwei 12-cm-Geschützen mit Kaliberlänge 45 in Einzellafetten. Diese waren in Bootsmittellinie vor dem Brückenaufbau und hinter dem achteren Deckshaus aufgestellt.

#### Flugabwehr
Zur Flugabwehr standen zwei 13,2-mm-Maschinengewehren Typ 93 zur Verfügung. Dieses Geschütz verschoss im Einsatz rund 250 Schuss pro Minute, die Reichweite lag bei etwa 4,5 Kilometern bei 85° Rohrerhöhung. Die 314 Kilogramm schwere Lafette war um 360° drehbar und hatte einen Höhenrichtbereich von −15° bis +85°.
Bedingt durch die Bedrohung durch die alliierten Streitkräfte während des Pazifikkrieges, kam es 1944 zur Verstärkung der Flugabwehrbewaffnung aller noch vorhandenen Boote. Die Bewaffnung bestand nun aus fünf 2,5-cm-Maschinenkanonen Typ 96, welche über das Boot verteilt waren.

#### U-Jagdausrüstung
Die U-Jagdbewaffnung bestand bei den ersten vier Booten aus zwei Wasserbombenwerfern Typ 81 und bei den letzten zwei aus einem Werfer Typ 94 mit je 18 Wasserbomben, welche sich auf dem Achterdeck befanden. Ab 1944 wurde die Anzahl der Wasserbomben auf bis zu 36 Stück erhöht, welche nun durch zwei Ablaufschienen und dem bzw. den Werfern eingesetzt werden konnten.

#### Minensuchausrüstung
Zum mechanischen Räumen von Seeminen (Ankertauminen) verfügte die Klasse über Minenräumgeschirr bestehend aus zwei Räumottern (engl. Paravane), welche mittels Davits am Heck abgelassen wurden. Diese Räumotter wurden seitlich vom schleppenden Fahrzeug nachgezogen und durch Tragflächen auf Höhe gehalten. Das gespannte Schleppkabel konnte nun die Ankertaue von Ankertauminen zum Räumotter führen, wo es durch Kabelschneider durchtrennt wurde, und die Mine aufschwamm. Danach konnte sie mittels Handfeuerwaffen oder Schiffsartillerie zur Explosion gebracht werden. Sollte das Ankertau nicht durchtrennt werden, wurde die Mine und der Räumotter zur Kollision und damit Explosion gebracht. Das Schleppkabel konnte danach eingeholt und gegebenenfalls vorhandenes Ersatzgerät angebracht werden.

### Sensoren

#### Sonar
Zur Suche nach U-Booten war ein Echoortungssystem des Typs 93 und einem Hydrophon-Set vom Typ 93 eingerüstet. Dieses Hydrophon-Set bestand aus zwei Gruppen zu je acht Sensoren, eine Gruppe auf jeder Bootsseite.